# It's Gonna Work Out Fine (album)
It's Gonna Work Out Fine è il quarto album in studio del duo musicale statunitense Ike & Tina Turner, pubblicato nel 1964.

## Tracce
1. Gonna Find Me a Substitute
2. Mojo Queen
3. Kinda' Strange
4. Why Should I
5. Tinaroo
6. It's Gonna Work Out Fine
7. I'm Gonna Cut You Loose
8. Poor Fool
9. I'm Fallin' in Love
10. Foolish
11. This Man's Crazy
12. Good Good Lovin'